# Витяз (пролив)
Витяз е пролив между остров Нова Британия (архипелаг Бисмарк) и Северна Нова Гвинея. Кръстен е така от руския етнограф и антрополог Николай Миклухо-Маклай, който го нарича на името на руската корвета (боен кораб) със същото име. Проливът е дълбок 1200 м. По време на Втората световна война е бил първоначално под японски, а впоследствие под съюзнически контрол.